# 巴拉索
巴拉索（義大利語：Barasso），是意大利瓦雷泽省的一个市镇。总面积4平方公里，人口1747人，人口密度436.8人/平方公里（2009年）。国家统计（ISTAT）代码为012008。